# Alex Howes
Alex Howes (Golden, 1º gennaio 1988) è un ex ciclista su strada statunitense. Professionista dal 2012 al 2022, ha vinto il titolo nazionale in linea nel 2019.

## Palmarès

### Strada
- 2009 (Felt-Holowesko/Garmin-Slipstream, due vittorie)

Campionati statunitensi, Gara in linea Under-23
4ª tappa Tour of Utah (Park City > Snowbird Lodge)
- 2014 (Garmin-Sharp, una vittoria)

7ª tappa USA Pro Cycling Challenge (Boulder > Denver)
- 2017 (Cannondale-Drapac, quattro vittorie)

1ª tappa Cascade Cycling Classic (Prineville > Dee Wright Observatory)
5ª tappa Cascade Cycling Classic (Bend > Bend)
2ª tappa Colorado Classic (Breckenridge > Breckenridge)
3ª tappa Tour of Alberta (Edmonton > Edmonton)
- 2019 (EF Education First, una vittoria)

Campionati statunitensi, Gara in linea

#### Altri successi
- 2012 (Garmin-Sharp)

2ª tappa Tour of Utah (Miller Motorsports Park, cronosquadre)
- 2017 (Cannondale-Drapac)

Classifica scalatori Vuelta al País Vasco
- 2019 (EF Education First)

1ª tappa Tour Colombia 2.1 (Medellín > Medellín, cronosquadre)

### Ciclocross
- 2005-2006

Stumptown Classic

## Piazzamenti

### Grandi Giri
- Giro d'Italia

2017: 136º
- Tour de France

2014: 127º
2016: 131º
- Vuelta a España

2013: 93º
2015: 129º

### Classiche monumento
- Milano-Sanremo

2013: 110º
- Liegi-Bastogne-Liegi

2012: 47º
2013: ritirato
2014: 82º
2015: 100º
2016: 21º
2017: 68º
2018: 69º
2020: ritirato
2021: 99º
- Giro di Lombardia

2012: ritirato
2013: ritirato

### Competizioni mondiali
- Campionati del mondo su strada

Mendrisio 2009 - In linea Under-23: ritirato
Geelong 2010 - In linea Under-23: 64º
Limburgo 2012 - In linea Elite: 64º
Toscana 2013 - In linea Elite: 31º
Ponferrada 2014 - In linea Elite: 30º
Richmond 2015 - In linea Elite: 12º
Bergen 2017 - In linea Elite: 53º
Yorkshire 2019 - In linea Elite: ritirato
- Campionati del mondo di ciclocross

Zeddam 2006 - Juniores: 35º